# Putnai kolostor

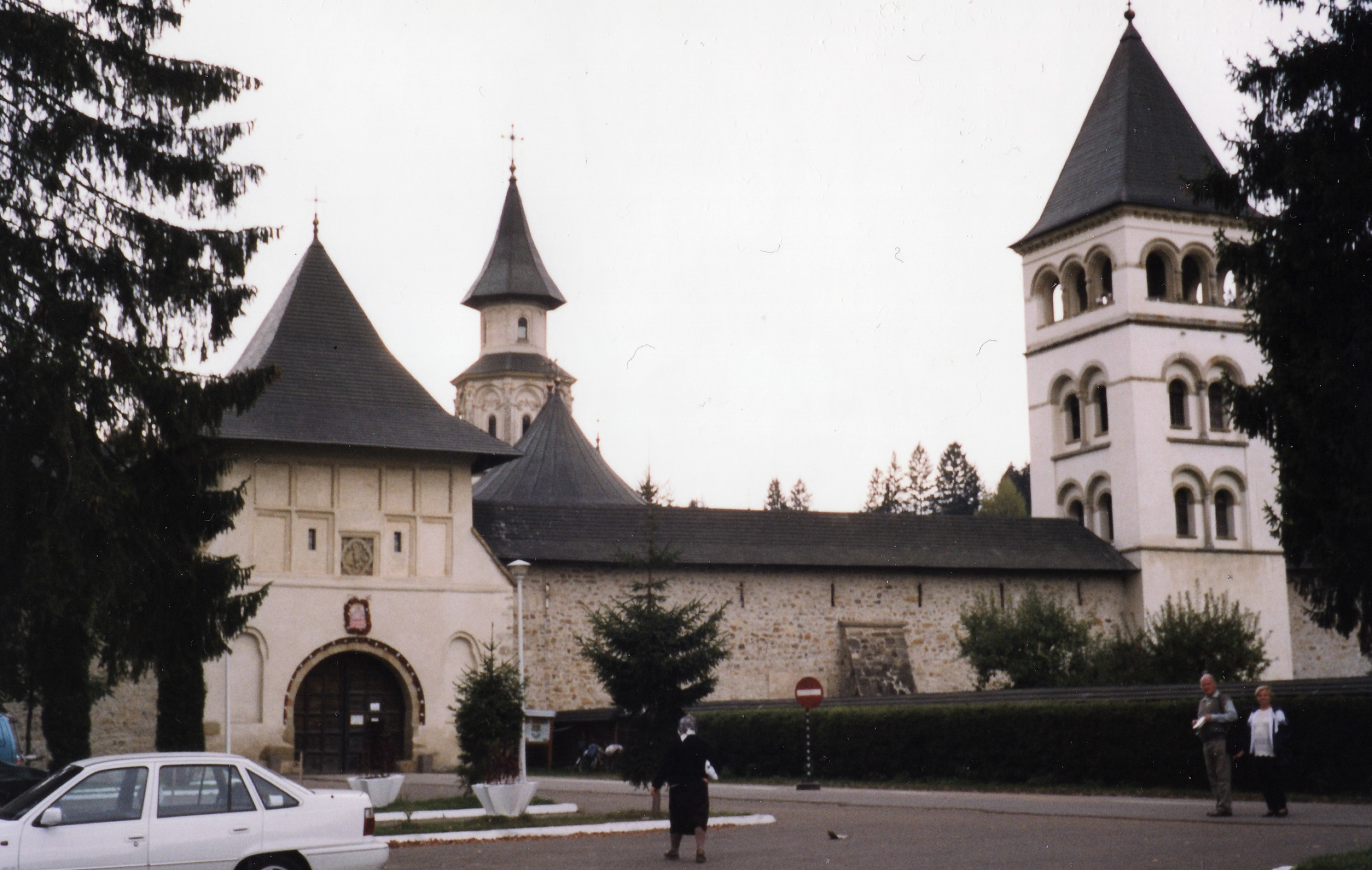
A bejárat és az északi torony

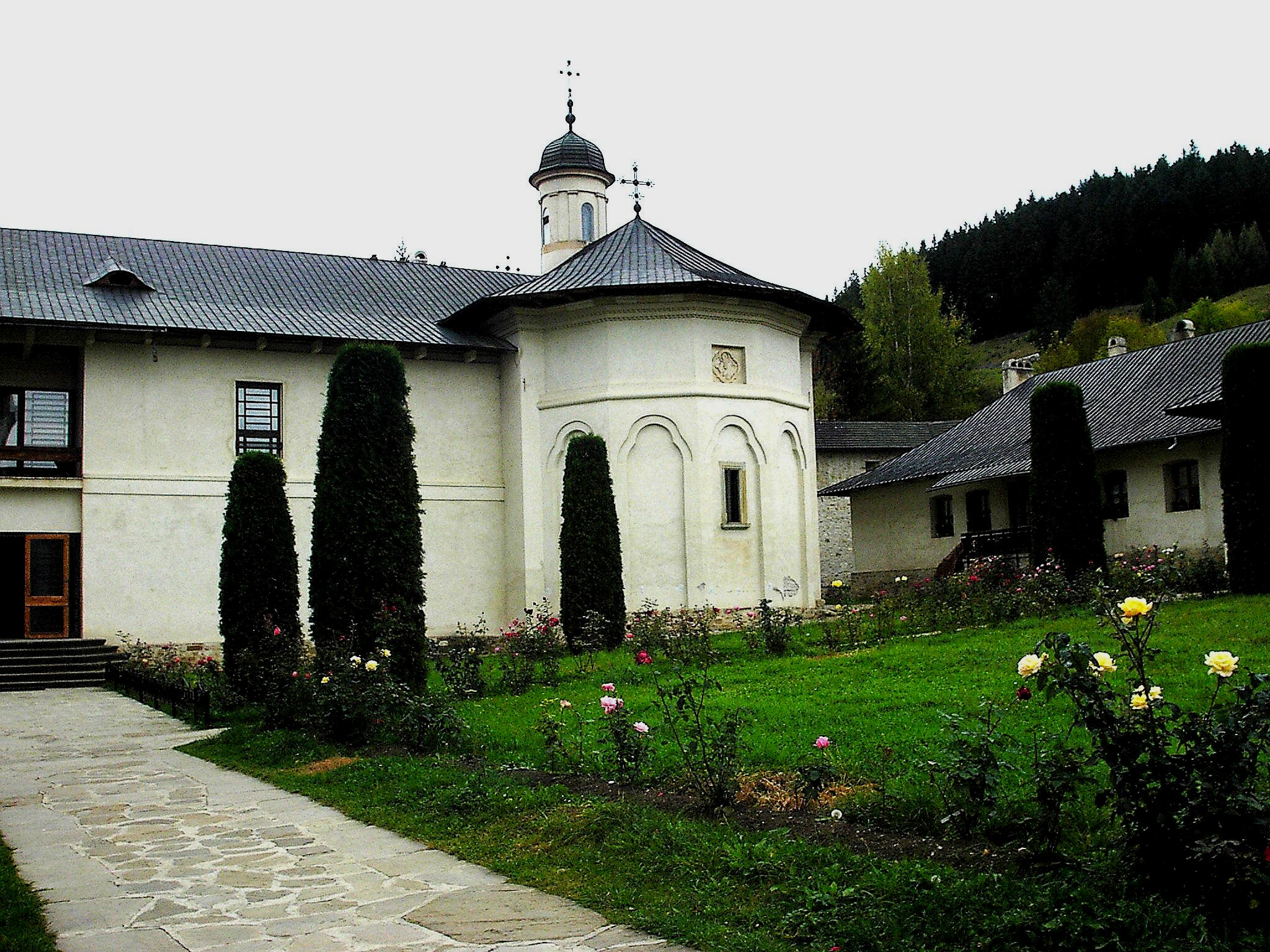
A kolostorudvar részlete

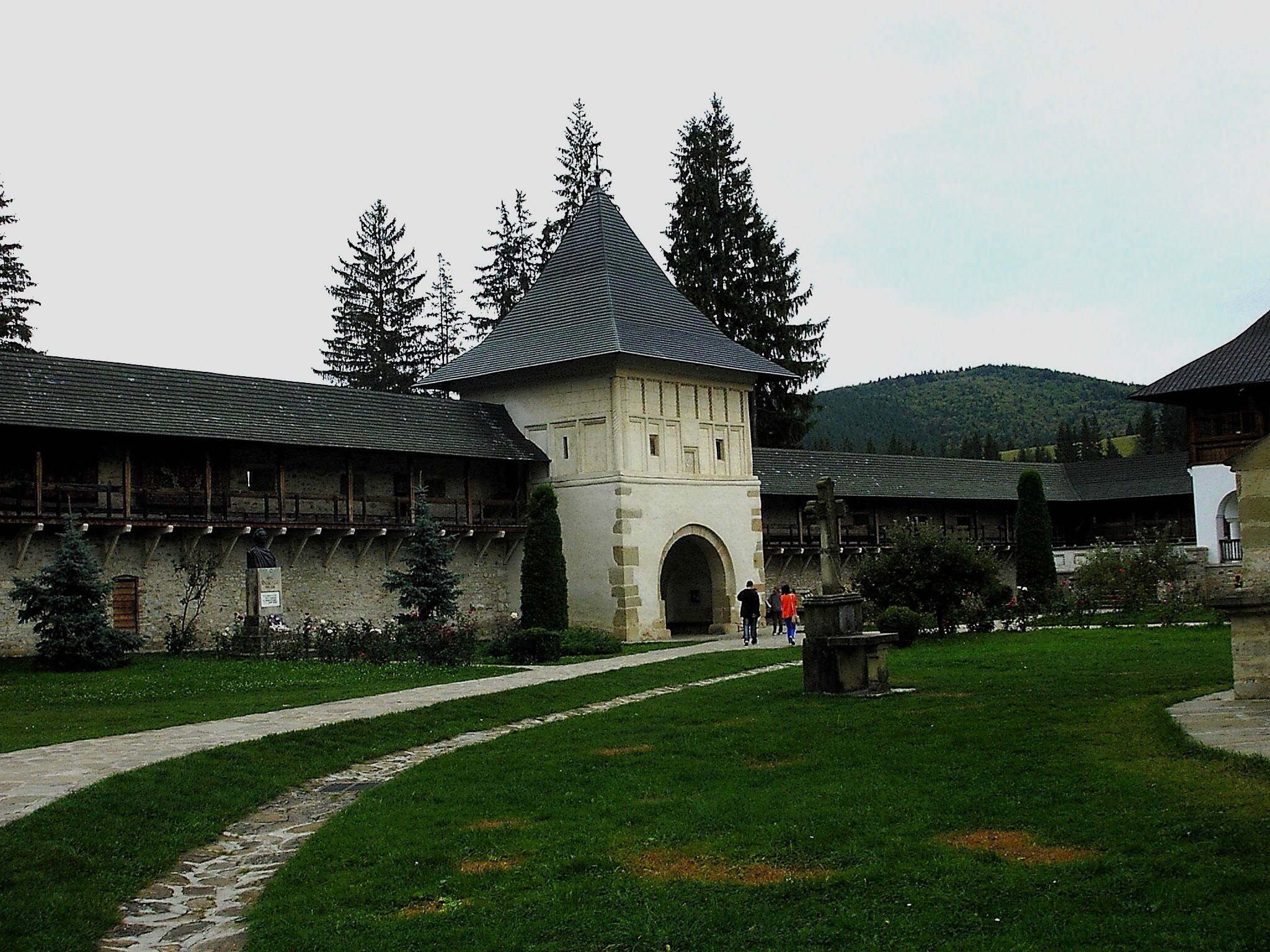
A kolostorudvar az északnyugati saroktoronnyal

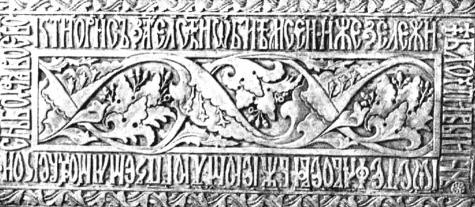
Ștefan cel Mare sírköve

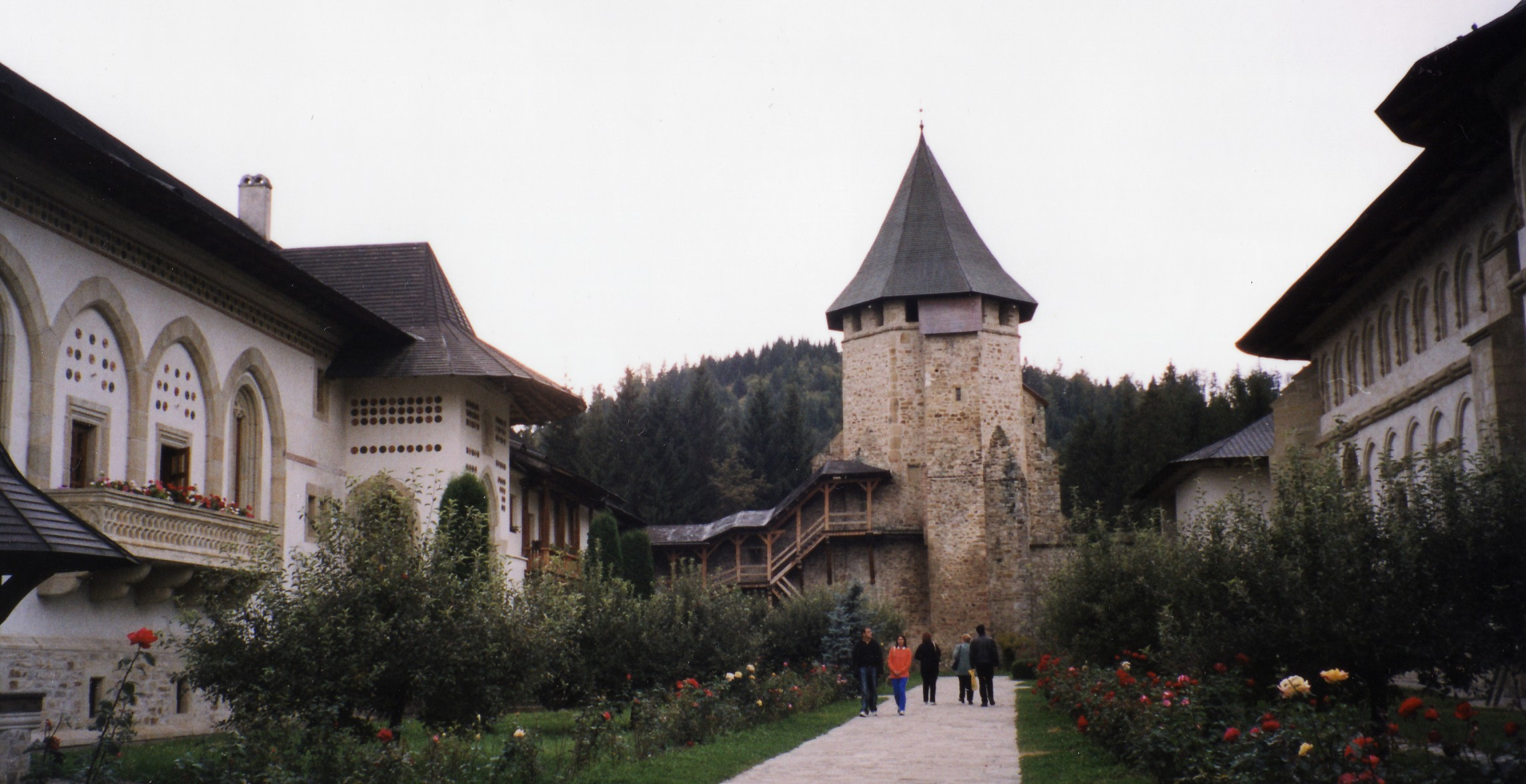
A kolostorudvar

A putnai kolostor (Mănăstirea Putna) erődített épületével, bejárati kaputornyán a fejedelemség bölénymotívumos címerével gazdag történeti múlt emlékét őrzi Putnában, Suceava megyében. Építése az uralkodó, Ștefan cel Mare által kiválasztott helyen, 1466 – 1470 között kezdődött. Az alapítási felirat is megmaradt a Kincses-toronynak (Turnul tezaurului) is nevezett vastag falú, 16 m magas nyugati saroktoronyban. Az építkezések után tűzvész pusztított a kolostorban, de 1484-1486 között már újjáépítették. A kolostoregyüttes a környező terület gazdasági és kulturális központjává vált. A falakkal és tornyokkal biztosított együttes – egyúttal Ștefan cel Mare családjának temetkezőhelye is. A kolostornak, 1503-ban uralkodói támogatás révén, már mintegy harminc falunyi birtoka volt. Az anyagi jólétben kibontakozó kulturális tevékenységét a későbbiekben több véres politikai esemény, háború zavarta meg.
A fellángoló harcok során 1654-ben az épületek meg is rongálódtak. Helyreállításukhoz már Gheorghe Ștefan (1653-1658) hozzákezdett, majd 1662-ben Eustratie Dabija fejezte be. 1756-1760 között ismét felújításra került sor. 1902-ben a kolostor területén Karl Romstorfer, osztrák építész irányításával további átalakítási és felújítási munka kezdődött, ekkor készült a templom tetőszerkezete is, valamint a szerzetesi főtemplom négyezeti tornyának az eredetinél keskenyebb átmérőjű felmagasítása.
A kolostortemplom (Biserica Mănăstirii) ortodox szokás szerint a szerzetestelep négyszögletű udvarának központjában áll. Építészeti megoldásában nagyvonalúan fejeződött ki az uralkodóház halottkultuszával összefonódó egyházi és politikai rendeltetése. Az épület nyugati felében, a déli és északi bejáraton keresztül feltáruló, kettős keresztboltozattal fedett előtérből gótikus jellegű kapuzat vezet a sírterembe.
A kozmikusan ünnepélyes kupolás térben helyezkedik el Ștefan cel Mare és családtagjai síremléke (Ștefan cel Mare, 1504; első felesége, Maria de Mangop: 1477; második felesége, Maria Voichița, 1511, továbbá fia, III. Bogdán, 1517). A  temetkezőhely után következik a templom kettős kupolával fedett hajója, majd a három ívnyílás keretében kibontakozó térlezárás, központi négyezetéhez három karéj kapcsolódik. A szentélyoldalon az apszis egyenes térbővülete mellett két oldalt van a miseáldozat előkészítésére szolgáló proszkomedie, illetve a sekrestyeként használt diakonikon. A templombelső athoszi emléket idéz, de  már jellegzetesen moldvai sajátosságokat is mutat. A szentély-apszis előtt az évszázadokkal később készült szentélyrekesztő (ikonosztáz) barokkos pompája fokozza az összhatást.
A gazdagon kiteljesülő térrendszer a külső tömegalakításban is plasztikusan megjelenik. A homlokzatok architektúrája az átépítések, változtatások miatt nem teljesen egységes. Szembetűnő a különbség a nyugati oldalon, a kváderkövekből épített, két saroktámpillér közötti nagyméretű csúcsíves ablakokkal áttört, teljesen gótikus épületrész, amely a 16. század végén emelt slatinai, vagy sucevițai kolostortemplom kompozíciójára emlékeztet. A tetőzet alatti vakív-soros plasztika alatt csavart jellegű övpárkány oldja a falfelületeket, amelyeket e részen csupán kisméretű pálcatagozatos ablakok törnek át.
A kolostor múzeumának gyűjteménye világhírű. Számos irodalmi emléke között értékes evangélium példányok találhatók (többek között az ún. „Humori tetraevangélium" 1473-ból). Nevezetesek továbbá a kolostor remekmívű varrottas kézimunkái (például Maria de Mangop halotti takarója, 1477-ből).

## Külső hivatkozások
- A kolostor honlapja (angol nyelvű)
- A kolostor bemutatása (angol nyelvű)
- A kolostor bemutatása (német nyelvű)[halott link]
- A kolostor bemutatása (román nyelvű)